# Flip Flap
Flip Flap（太阳能花朵）是一个太阳能治愈系玩偶，外形似植物，最初由日本Takara Tomy公司制造。两片叶子在小型太阳能电池板的动力下不断摇晃，直到失去光源。其底部的开关可使叶子停止晃动。

Flip Flap在日本风靡一时，在英国也是流行的装饰物品。Flip Flap拥有不同的外形，有的类似于“Q”（圆的），有的类似于“F”（有花盆的轮廓）。大Flip Flap的叶子通常有三个运动方式。一旦你把它打开，叶子开始上下移动。如果你按住其中一个叶子，另一个叶子会往你按的方向移动并不断摇摆。